# المرصد العمالي الصيني
المرصد العمالي الصيني (CLW) (بالإنجليزية: China Labor Watch) هي منظمة حقوقية عمّالية غير حكومية مقرها نيويورك أسسها الناشط العمالي لى تشيانغ في أكتوبر 2000. ومهمتها هي الدفاع عن حقوق العمال في الصين، من خلال البحوث والدعوة والمساعدة القانونية، وتسعى لمساعدة العمال الصينيين على أن يصبحوا أكثر إطلاعًا بحقوقهم وأكثر قدرة على إعمال تلك الحقوق داخل مجتمعاتهم.

## وصلات خارجية
- الموقع الرسمي
- المرصد العمالي الصيني في وسائل الإعلام
- بيان المجلس الدولي لصناعات اللعب - تقرير المرصد العمالي الصيني